# Tour du Temple

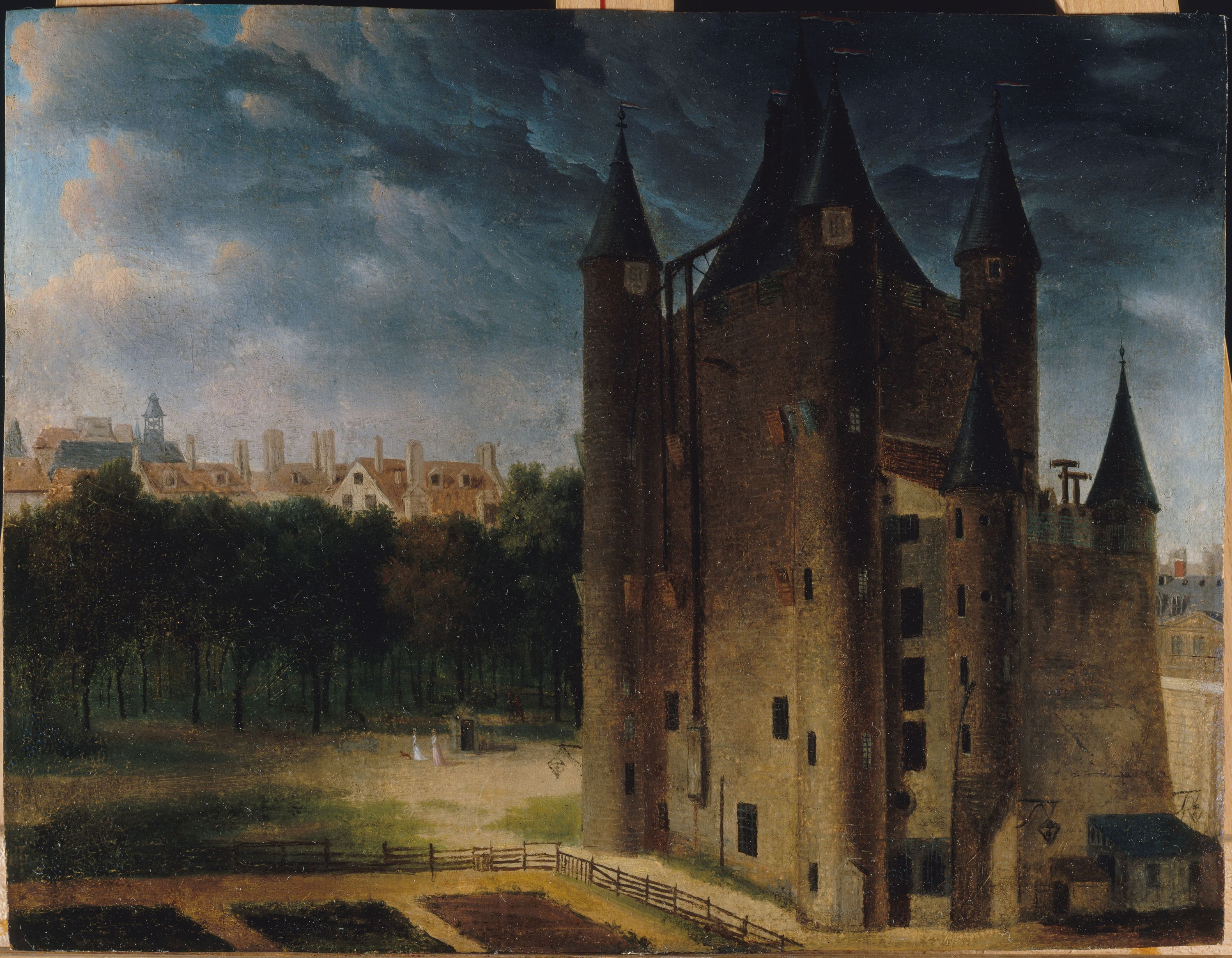
Le donjon du Temple
(ca. 1795), Musée Carnavalet

De Tour du Temple (ook La grosse tour genoemd) was een middeleeuws fort in Parijs, in wat nu het 3e arrondissement is. Het is rond 1240 gebouwd door de Tempeliers als hun Europese hoofdkwartier en verving de Vieille Temple (Oude Temple) in Le Marais. Delen van het fort werden als gevangenis gebruikt. Het complex, het enclos du Temple, omvatte een aantal gebouwen ten dienste van de Orde, inclusief een kerk, een grote toren (Grande Tour) en een kleinere (Petite Tour).

## Beschrijving
Deze versterkte vesting bestond uit een grote vierkante toren (13,5 × 13,5 m) en vier slanke ronde torens (diameter 5,5 m) op de hoekpunten van de grote toren. De muren waren 2,27 m dik, waardoor de binnenruimte slechts 9,10 m bedroeg.
De Grote Toren had vier verdiepingen en een zolder. Het centrale dak had de vorm van een piramide, waarvan de vierkante omtrek kleiner was dan de toren, zodat er een vierkante loopweg ontstond. De vier hoektorens hadden kegelvormige daken. Alle waren bekleed met leien en ornamenten van lood. De hoogte van de grote toren bedroeg 50 m, die van de vier hoektorens was 5 m lager.
In de Noord-Oostelijke hoektoren was een wenteltrap die toegang verschafte tot de hogere verdiepingen.
Na de 15e eeuw verschijnt er een rechthoekig bijgebouw (14,29 × 7,8 m) tegen de noordzijde van de grote toren. Het eerste stadsplan waarop deze uitbouw te zien is, is het plan van Quesnel in 1609. De hoogte van deze 'kleine toren' zoals hij genoemd werd, bedroeg ± 25 m zonder de twee torens en 35 m met de torens.
De datering is onzeker, maar De Curzon vermoedt dat de grote toren gebouwd werd voor 1290.

## Bekende gevangenen tijdens de Honderdjarige Oorlog
- Johan III van Grailly, Captal de Buch, viel op 23 augustus 1372,  tijdens de Honderjarige Oorlog, in handen van de Fransen, die hem gevangen hielden in de Tour du Temple in Parijs, waar hij op 7 september 1376 overleed.[1]

## Bekende gevangenen tijdens de Franse Revolutie

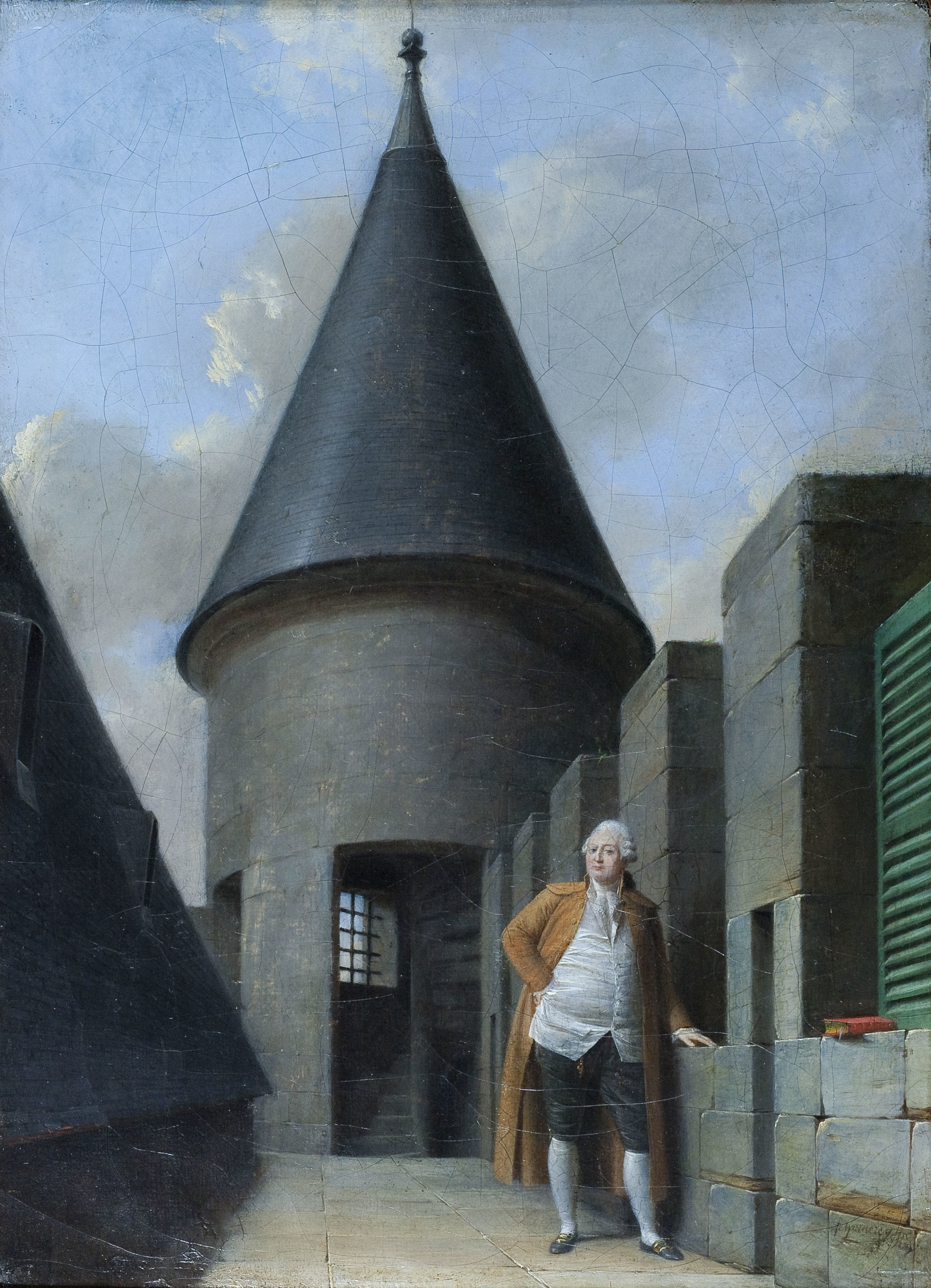
Lodewijk XVI au Temple
(1814), Jean-François Garneray, Musée Carnavalet

De Tour du Temple is berucht doordat hij werd gebruikt als gevangenis voor de Franse koninklijke familie ten tijde van de Franse Revolutie. De bekendste gevangenen waren:
- Lodewijk XVI, werd op 21 januari 1793 ter dood gebracht onder de guillotine, op de (toenmalige) Place de la Révolution
- Marie Antoinette, werd op 1 augustus 1793 overgebracht naar de Conciergerie, vanwaaruit zij uiteindelijk ook de dood vond onder de guillotine
- Elisabeth, verbleef 21 maanden in de toren alvorens zij op 9 mei 1794 werd overgebracht naar de Conciergerie en de volgende dag stierf onder de guillotine
- Lodewijk XVII, overleed op 8 juni 1795 in de toren, op 10-jarige leeftijd
- Marie Thérèse, verbleef drie jaar en vier maanden in de toren, werd hierna verbannen
- Jean-Charles Pichegru werd er op 15 april 1804 gedood.

## Verwoesting
De Tour du Temple was in 1808 een pelgrimsoord voor royalisten (Huis Bourbon) ; daarom gaf Napoleon Bonaparte opdracht tot het afbreken van het gebouw, wat twee jaar in beslag nam. De alsnog overgebleven delen werden in 1860 op bevel van Napoleon III vernietigd. Heden ten dage is op deze locatie een metrostation (Temple) en het Paleis van Justitie (3e arrondissement) gevestigd. De omtrek van de torens is op de grond uitgetekend in de rue Eugène Spuller, tegenover het stadhuis. De zware deuren van de Grande Tour bestaan nog en zijn te vinden in het Kasteel van Vincennes.

## Galerij

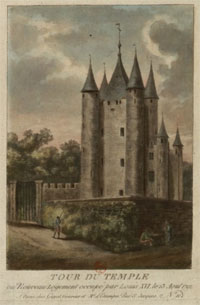
De grote toren van de Tempel - Laurent Guyot - 1792 - Bibliothèque Nationale de France
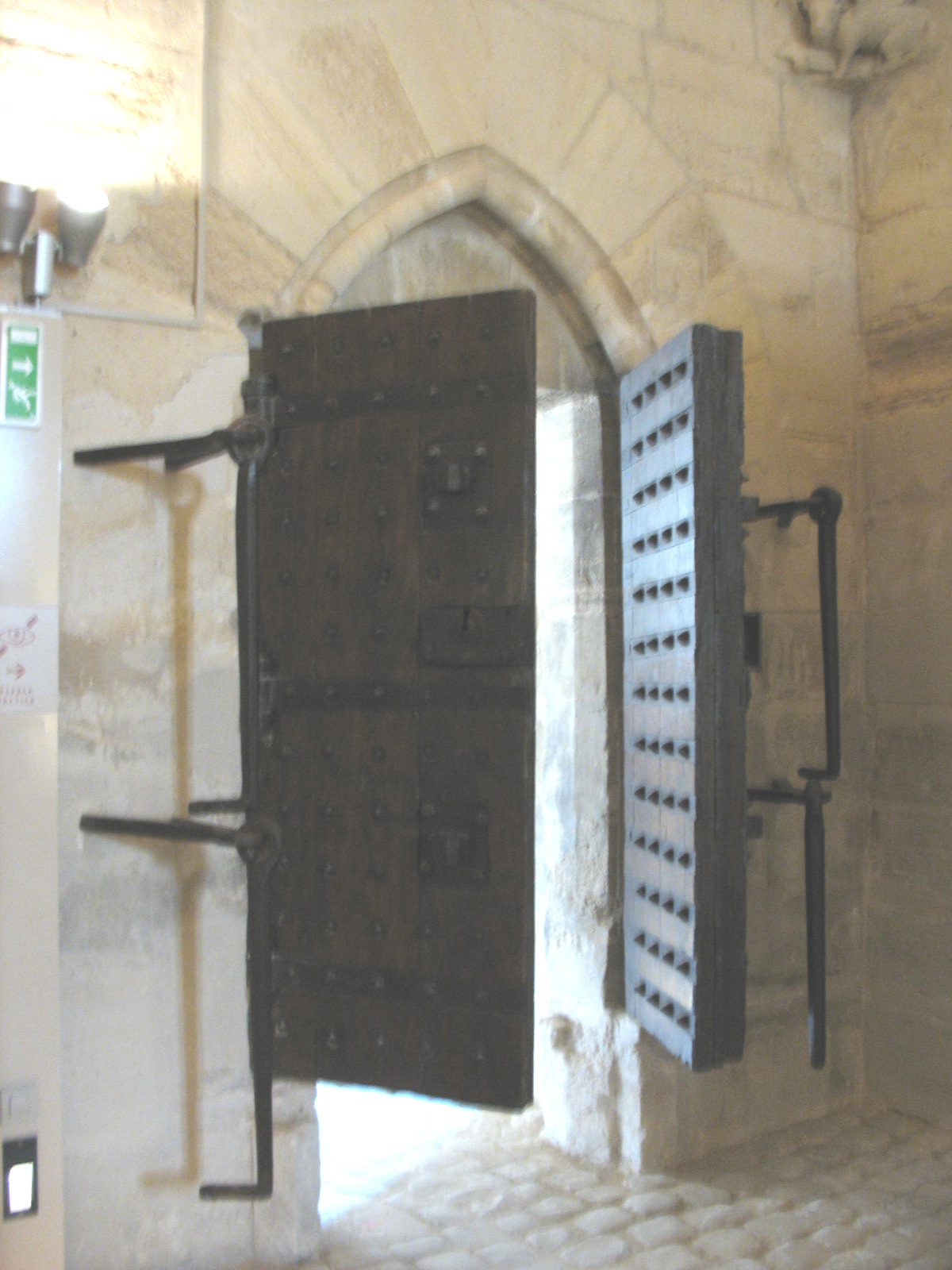
Originele deuren van de grote toren, heden te vinden in het Kasteel van Vincennes
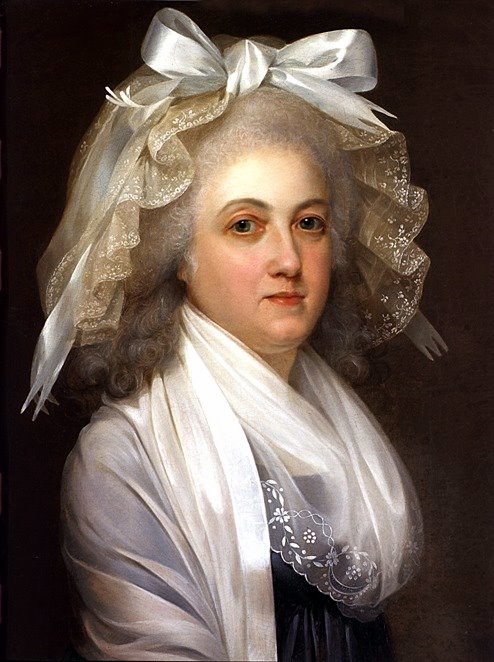
Marie Antoinette
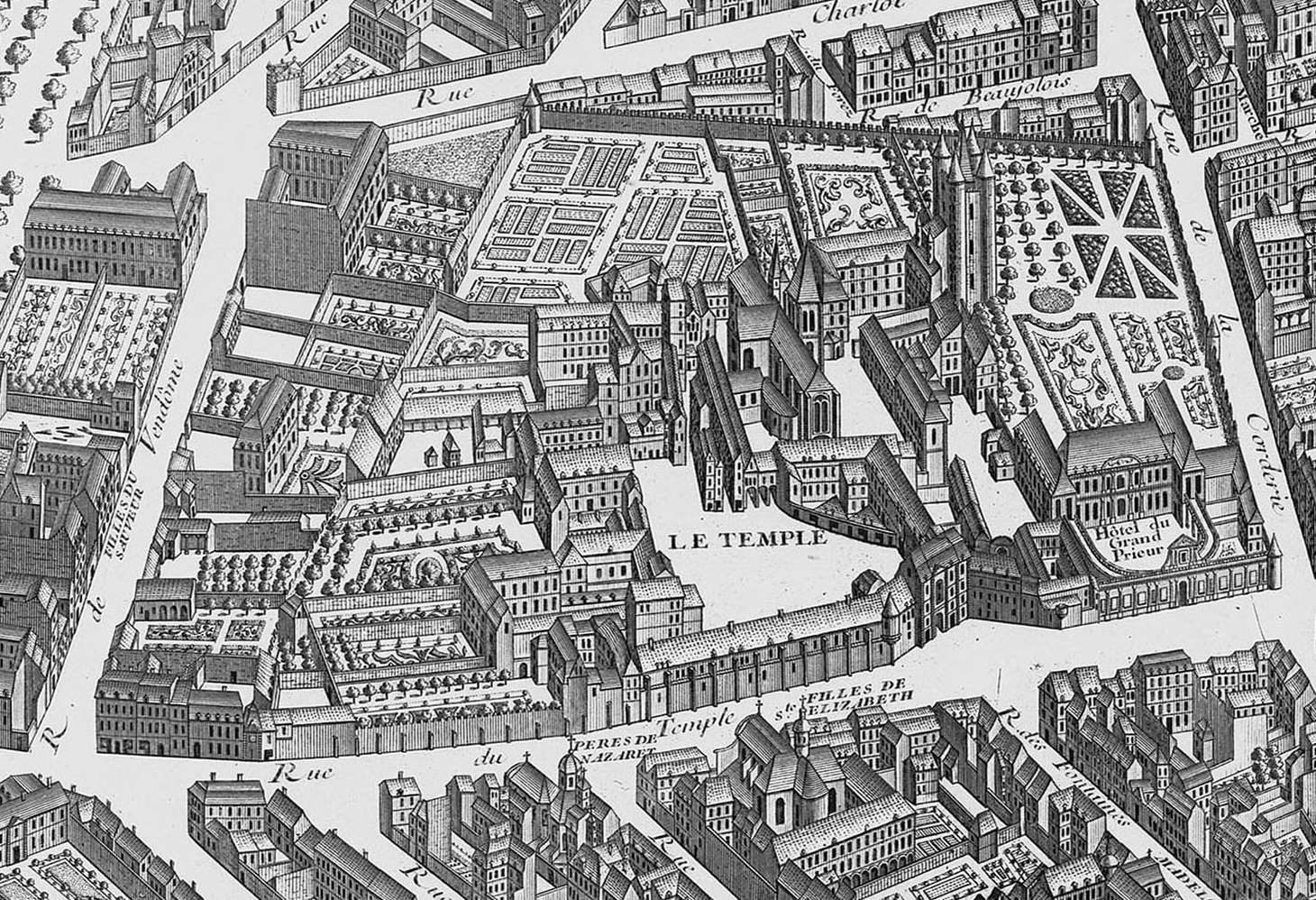
Gebied rond de Temple in 1734 - detail van Turgots plan van Parijs
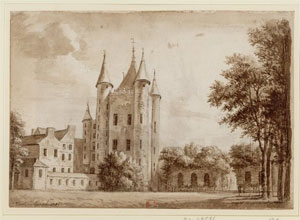
De grote toren van de Tempel - onbekende auteur (c. 1785) - Bibliothèque Nationale de France
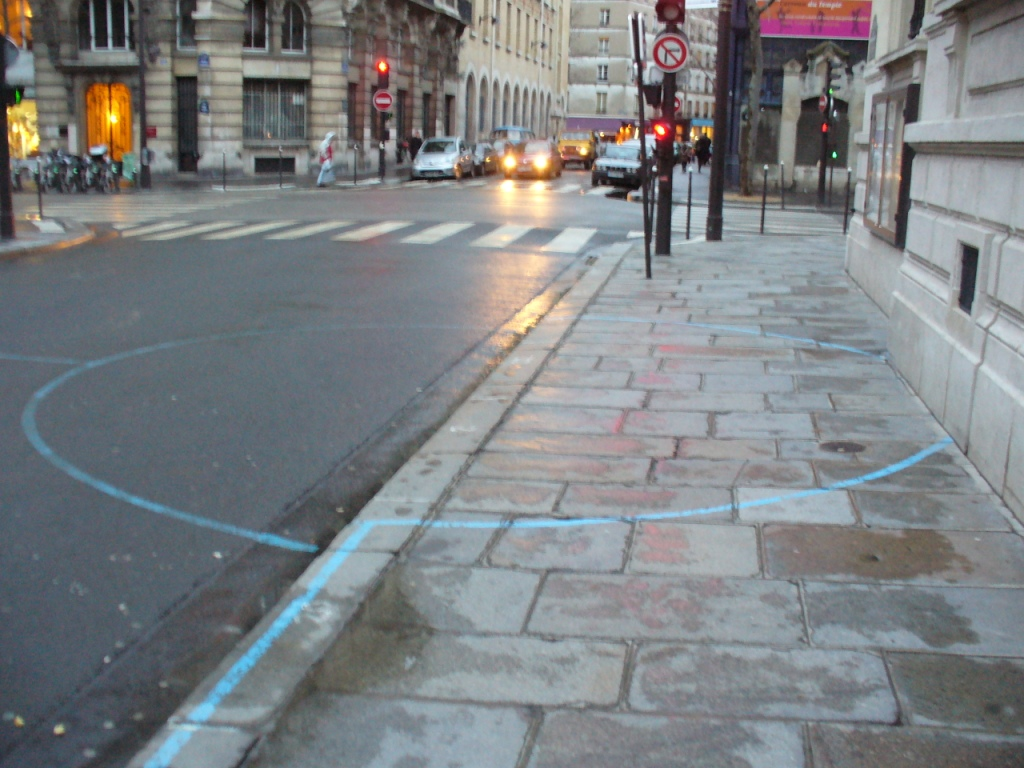
De locatie van de vesting uitgetekend op straat

- Nationale Bibliotheek van Israël: 987007562494105171
- Virtual International Authority File: 2045159474346027662592